# Eyâlet
Das Eyâlet (von arabisch iyāla für „Machtausübung, Verwaltung“), (osmanisch ايالت), war die Großprovinz des Osmanischen Reiches bis zur Tanzimatzeit. Es wurde ab 1867 durch das Vilâyet abgelöst. An der Spitze des Eyalets stand ein zumeist nur kurzzeitig bestellter Gouverneur, der in der Frühzeit Beylerbey, später zumeist vali genannt wurde und der den Rang eines Pascha von zwei Rossschweifen (Tugh), in der Spätzeit auch oft Wesirsrang (drei Rossschweife) hatte.

## Geschichte
Viele Eyâlets waren in zwei oder mehr Sandschaks unterteilt, wobei der unmittelbar dem Eyâlet-Gouverneur unterstellte Bezirk als paşa sancağı bezeichnet wurde. Im Grunde bestand zwischen den Verwaltungsaufgaben eines Eyâlet-Gouverneurs und denen eines Sandschak-Gouverneurs kein grundlegender Unterschied. Die weiteren Sandschaks standen unter der Leitung von Gouverneuren minderen Ranges mit der Bezeichnung sancakbeyi, mir-liva, später auch mutessarıf und dem Titel eines Bey. Ursprüngliche Hauptaufgabe der sancakbeyis war das Kommando über die in ihren Bezirken stationierten Angehörigen der sogenannten Lehensreiterei (Sipahis). Diese, die Gouverneure und auch weitere Funktionsträger wurden nicht direkt besoldet, sondern nach dem Tımarsystem durch Zuweisung der Einkünfte aus einem bestimmten Stück Land versorgt. So wurden in den meisten Sandschaks mehrere hundert bis tausend Einheiten (je nach Größe aufsteigend Tımar, Zeamet/Ziamet oder Hass genannt) gebildet.
Das Eyâlet entwickelte sich aus dem Amt des Beylerbey des Oberkommandierenden der Lehensreiterei. Als erster wurde von Murad I. (1360–1389) der Beylerbey von Rumeli (Rumelien) für alle europäischen Besitzungen ernannt. Kurz darauf wurde auch ein Beylerbey von Anadolu (Anatolien) für die asiatischen Besitzungen ernannt. Die Ränge der Beylerbeys von Rumeli und Anadolu blieben die höchsten der Feudalhierarchie und wurden in der Spätzeit auch als Ehrentitel verliehen. Im 15. Jahrhundert trat der Beylerbey von Rum für Nordostanatolien hinzu. Nach der Eroberung des Beyliks Karaman wurde auch dieses Gebiet einem Beylerbey unterstellt, ebenso die ab dieser Zeit neu erworbenen Gebiete. Ebenso wurde durch Abtrennungen aus dem Gebiet des Beylerbeys von Rumelien neue Beylerbeyliks gebildet. Bedingt dadurch, dass die Lehensreiterei ihre militärische Bedeutung einbüßte, trat die Verwaltungsfunktion der Beylerbeys und Sancakbeyis als Provinzgouverneure in den Vordergrund. Für die Amtsbezirke der Beylerbeyis wurde bis zum 17. Jahrhundert dann die Bezeichnung Eyâlet geläufig.
Auf diesen Bedeutungsverlust der Lehensreiterei wird auch mit zurückgeführt, dass die später, ab dem 16. Jahrhundert in den arabischsprachigen Ländern eroberten Eyalets Ägypten, Bagdad, Habeş, al-Hasa, Yemen und den sogenannten Barbareskenstaaten Algier, Tunis und Tripolis kein Tımarsystem eingerichtet wurde und dort auch nur ausnahmsweise Sandschaks errichtet wurden.
Im 19. Jahrhundert wurde das Eyâlet als Provinzorganisation durch das Vilâyet abgelöst. Damit war eine Zentralisierung, administrative Verdichtung und Modernisierung der Provinzverwaltung verbunden, auch wenn oftmals anfänglich damit keine Veränderung des territorialen Zuschnitts verbunden war.

## Territoriale Typologie der osmanischen Herrschaft im 16. Jahrhundert
Vasallen wurden im Laufe der Jahrhunderte durchaus zu Provinzen und andersherum.

### Osmanische Kernprovinzen (Eyâlet/Vilâyet)
- regiert durch vom Sultan bestimmten Großgouverneur
- unterteilt in Sandschaks, regiert durch Gouverneure
- das meiste Land war in Pfründen/Lehen aufgeteilt (Tımar).
- Beispiele: Anatolien, Buda, Zypern, Rumelien etc.
- Sonderstellungen: Kleinere Gemeinden und Regionen erhielten spezielle Privilegien und lokale Autonomien; Beispiele: Klöster von Athos und Sinai, einige Inseln und Bergregionen in Griechenland etc.

### Osmanische Provinzen (Sâliyâne-Eyâlet/Sâliyâne-Vilâyet)
- regiert durch vom Sultan bestimmten Großgouverneur
- unterteilt in Sandschaks, regiert durch Gouverneure
- Land nur teilweise oder wenig in Pfründen aufgeteilt. Unter Beibehaltung der vorosmanischen sozioökonomischen und Verwaltungsstrukturen wird an den osmanischen Fiskus ein jährlicher Tribut entrichtet
- Beispiele: Ägypten, Jemen, Tunesien, Bagdad, Basra etc.
- Sonderstellungen: Selten auf der Ebene von Eyâlets, eher auf Sandschak-Ebene findet man einige Provinzen regiert von Gouverneuren, die ihr Amt vererben durften; Beispiele: Adana unter den Ramazan Oğulları, einige kurdische Sandschaks, Widin unter der Mihaloğlu-Familie etc.

### Muslimische Vasallen
- Staaten, die die Oberherrschaft der Osmanen akzeptieren, aber ihre traditionelle Organisationsstruktur beibehalten dürfen. Trotzdem behält sich der Sultan das Recht vor, den Machthaber des Vasallengebietes selber zu nominieren. Müssen ihre Politik allgemein an der osmanischen Politik ausrichten, können aber auch eigenverantwortlich agieren, sogar lokale kriegerische Handlungen durchführen.
- hat im Allgemeinen eine starke politische, militärische und/oder symbolische Bedeutung für das Osmanische Reich, und erhält daher verschiedene Formen der finanziellen Unterstützung
- Beispiele: Khanat der Krimtataren, Scherifen von Mekka etc.
- Sonderstellung: Iran zahlte zwar zwischen 1590 und 1603 Tribut, war aber politisch unabhängig.

### Christliche Vasallen
- Staaten, die die Oberherrschaft der Osmanen akzeptieren, sie bezahlen eine jährliche Gesamtsumme als Tribut an den Sultan, müssen ihre Außenpolitik an der osmanischen Politik ausrichten, behalten dafür aber größtenteils ihre Autonomie und traditionelle christliche Institutionen (kein islamisches oder osmanisches Recht im Gebiet des Vasallen). Trotzdem behält sich der Sultan das Recht vor, den Machthaber des Vasallengebietes selber zu nominieren, sollte sich die Politik nicht an die Vorgaben halten.
- Beispiele: Ragusa, Georgien, Siebenbürgen, Moldau, Walachei etc.
- Sonderstellungen: einige christlichen Reiche zahlten zwar Tribut, entweder für Teile ihres Territoriums (z. B. zahlte Venedig für Zypern bis zur osmanischen Eroberung zwischen 1517 und 1571; die Habsburger zahlten Tribut für Nordungarn 1533–1593) oder als „Schutzgebühr“ um nicht angegriffen zu werden oder durch Beutezüge heimgesucht zu werden (z. B. Polen-Litauen an das Khanat der Krim und gelegentlich auch an die Osmanen), behielten aber ihre politische Unabhängigkeit.

## Liste der Eyâlet
Ab 1609 bestanden die folgenden Eyâlets (Name der Hauptstadt in Klammern, falls nicht identisch mit dem des Vilâyets):
| Name            | Osmanischer Name und Transliteration (Türkisch) | Gegründet          | Gegenwärtige Lage                                                          | Anmerkungen |
| --------------- | ----------------------------------------------- | ------------------ | -------------------------------------------------------------------------- | --- |
| Abessinien      | Hebeşe                                          | ca. 1554           | Saudi-Arabien, Sudan, Eritrea, Somalia                                     | Umfasste beide Küsten des Roten Meeres. Wurde auch Mekka und Medina genannt.                                            |
| Adana           | آضنه Ażana (Adana)                              | ca. 1608           | Türkei                                                                     | |
| Ägäische Inseln | Cezayir                                         | Mitte 1500         | Griechenland                                                               | Die Statthalterschaft war mit dem Amt des Kapudan Pascha verbunden.                                                     |
| Ägypten         | مصر Mıṣır (Mısır)                               | 1517               | Ägypten, Israel, Jordanien, Saudi-Arabien                                  | |
| Aleppo          | حلب Ḥaleb (Halep)                               | ca. 1516–1521      | Syrien, Türkei                                                             | |
| Algerien        | جزاير غرب Cezâyîr-i Ġarb (Cezayir Garp)         | 1519               | Algerien                                                                   | |
| Anatolien       | Anadolu                                         | ca. 1365           | Türkei                                                                     | |
| Bagdad          | بغداد Baġdâd (Bağdat)                           | 1535               | Irak                                                                       | |
| Basra           | بصره Baṣra (Basra)                              | ca. 1552           | Irak, Kuwait                                                               | |
| Bosnien         | Bosna                                           | ca. 1520s          | Bosnien-Herzegowina, Kroatien, Serbien, Montenegro                         | |
| Buda            | Budin                                           | 1541               | Ungarn, Kroatien, Serbien                                                  | |
| Diyarbekir      | دياربكر Diyârbekir (Diyarbakır)                 | 1515               | Türkei, Irak                                                               | |
| Eger            | اكر Egir (Eğri)                                 | 1596               | Ungarn                                                                     | |
| Erzurum         | Erzurum                                         | ca. 1514–1534      | Türkei                                                                     | |
| al-Hasa         | Lahsa                                           | ca. 1579           | Saudi-Arabien                                                              | |
| Jemen           | Yemen                                           | 1517–18, 1539      | Jemen, Saudi-Arabien                                                       | |
| Kefe            | Kefe                                            | ca. 1581           | Ukraine, Russland                                                          | |
| Kanizsa         | Kanije                                          | 1600               | Ungarn, Kroatien                                                           | |
| Karaman         | Karaman                                         | ca. 1470           | Türkei                                                                     | |
| Kars            | Kars                                            | 1579               | Türkei, Georgien                                                           | 1604 zusammengefasst mit Samtskhe. Dann 1845 an Erzurum angebunden.                                                     |
| Maraş           | Maraş, Dulkadır                                 | ca. 1522           | Türkei                                                                     | |
| Mosul           | Musul                                           | ca. spätes 15. Jh. | Irak                                                                       | |
| ar-Raqqa        | Rakka                                           | 1586–1683          | Syrien, Türkei, Irak                                                       | Auch Urfa genannt |
| Rumelien        | Rumeli                                          | ca. 1365           | Bulgarien, Griechenland, Mazedonien, Albanien, Serbien, Montenegro, Türkei | |
| Samtskhe        | Çıldır                                          | ca. 1579           | Georgien, Türkei                                                           | Auch Meskheti genannt. Der Großteil der Eyalets ging 1829 an Russland verloren. Der Rest wurde an Erzurum angegliedert. |
| Schahrazor      | Şehrizor                                        | Mitte 1500         | Irak, Iran                                                                 | Auch Shahrizor, Sheherizul oder Kirkuk genannt. Wurde 1830 als Sandschak an Mosul angebunden.                           |
| Silistrien      | Silistre                                        | ca. 1599           | Bulgarien, Rumänien, Moldawien, Ukraine                                    | Später auch Ochakiv/Özi genannt.                                                                                        |
| Sivas           | Sivas                                           | Anfang 1500        | Türkei                                                                     | |
| Syrien          | Şam                                             | 1516–17            | Syrien, Libanon, Israel, Palästina, Jordanien, Türkei und Irak.            | |
| Timișoara       | Tımışvar                                        | 1552               | Rumänien, Serbien, Ungarn                                                  | Auch Temesvar genannt                                                                                                   |
| Trabzon         | Trabzon                                         | Späte 1500er       | Türkei, Georgien                                                           | |
| Tripoli         | Trablus-ı Şam (Trablusşam)                      | ca. 1570er         | Libanon, Syrien                                                            | |
| Tripolitanien   | Trablus-ı Garb (Trablusgarp)                    | 1551               | Libyen                                                                     | |
| Tunis           | Tunus                                           | 1574               | Tunesien                                                                   | |
| Van             | Van                                             | 1548               | Türkei                                                                     | |
| Zypern          | قبرص Ḳıbrıṣ (Kıbrıs)                            | 1571               | Zypern, Türkei                                                             | 1660–1703 und 1784 Teil der Eyalets der ägäischen Inseln                                                                |

Quellen: 
- Colin Imber: The Ottoman Empire, 1300–1650: The structure of Power. Palgrave Macmillan, Basingstoke 2002, ISBN 0-333-61387-2.
- Halil Inalcik: The Ottoman Empire: The Classical Age 1300–1600. Übersetzt von Norman Itzkowitz und Colin Imber. Weidenfeld & Nicolson, London 1973, ISBN 0-297-99490-5.
- Donald Edgar Pitcher: An Historical Geography of the Ottoman Empire. Brill, Leiden 1972, OCLC 494766207.